# Marek Barański (dziennikarz)
Marek Barański (ur. 6 sierpnia 1947 w Łodzi) – polski dziennikarz.

## Życiorys
W 1971 kończył Wydział Filologii Polskiej Uniwersytetu Warszawskiego. Pracował krótko w Zakładzie Kryminalistyki Komendy Głównej Milicji Obywatelskiej, w latach 1972–1982 był związany z Polskim Radiem (m.in. kierownik Radia Kierowców), później z Telewizją Polską. Podczas stanu wojennego prezentował felietony popierające władze i krytykujące opozycję.
Po 1989 pracował w „Trybunie”, a w 1990 był współzałożycielem i dziennikarzem tygodnika „Nie”, w którym został też zastępcą redaktora naczelnego.
Od sierpnia 2004 do 28 lutego 2005 pełnił funkcję redaktora naczelnego „Trybuny”. Barański był ściśle związany z Leszkiem Millerem, którego działalność polityczną propagował na łamach „Trybuny”, w zamian za co znalazł się w towarzyszącej rządowi ekipie podczas wizyty premiera z SLD w USA. Po publikacji listy Wildsteina wysunął oskarżenie, jakoby znajdowały się na niej nazwiska agentów tajnych służb RP w czynnej służbie. W 2004 Konstanty Miodowicz podczas przesłuchania Wiesława Kaczmarka przed sejmową Komisją śledczą w sprawie PKN Orlen oskarżył Barańskiego o przynależność do „grupy hakowej”, która miała działać na zlecenie Millera w łonie SLD.
Na stanowisku redaktora naczelnego „Trybuny” zastąpił go Wiesław Dębski. Barański po kilkunastu miesiącach w 2006 wrócił jednak do pracy w „Trybunie”, ponownie obejmując funkcję redaktora naczelnego gazety. Później został zastępcą redaktora naczelnego „Faktów i Mitów”.

## Odznaczenia
- Złota odznaka honorowa „Za Zasługi dla Warszawy”  (1989)[3]

## Książki
- DT Tajemnice, Polska Oficyna Wydawnicza BGW, 1991, ISBN 83-7066-027-4
- Nogi Pana Boga, Oficyna Wydawnicza Keep Smiling Warszawa, 2010, ISBN 978-83-930294-0-2